# 中畑清
中畑 清（なかはた きよし、1954年〈昭和29年〉1月6日 - ）は、福島県西白河郡矢吹町出身の元プロ野球選手（内野手、右投右打）、野球解説者・野球評論家、タレント。
愛称は絶好調男、大将、燃える男、ヤッターマン。
1980年代の読売ジャイアンツの中心打者として活躍し、労働組合日本プロ野球選手会初代会長を務めた。
引退後は巨人の一軍打撃コーチを務めた後、2004年にアテネオリンピック野球日本代表の監督を務め、銅メダルに導いた。その後2012年より横浜DeNAベイスターズ初代監督（大洋ホエールズからの通算では第29代）に就任し、2015年シーズン終了まで在任した。

## 経歴

### プロ入り前
安積商業高校で三塁手、遊撃手、捕手を務める。1971年春季東北大会県予選準決勝に進むが、福島商に延長11回敗退。
卒業後は駒澤大学に進学。東都大学野球リーグでは5度の優勝を経験した。1973年秋季リーグでは栗橋茂とともに打線の中心となり優勝、最高殊勲選手に選出された。直後の第4回明治神宮野球大会では、決勝で同志社大の田尾安志を打ち崩し、初優勝を飾る。その後は山本泰之、水谷啓昭、森繁和の強力投手陣を擁し、1974年春季リーグでも優勝に貢献。1975年は春秋季連続優勝、全日本大学野球選手権大会でも、決勝で齊藤明雄を擁する大阪商大を破り優勝している。同年の第6回明治神宮野球大会は決勝で明大の丸山清光（朝日新聞）に抑えられ準優勝。また1973年、1975年の日米大学野球選手権日本代表に選出されている。直射日光を避けるための偏光サングラスと一本足打法で注目を集めた。リーグ通算82試合出場、300打数92安打、打率.307、10本塁打、51打点。ベストナイン4度受賞。
「駒澤三羽ガラス（駒大トリオ）」と呼ばれた平田薫、二宮至と共に、1975年のプロ野球ドラフト会議の目玉としてマスコミに注目され、巨人からの1位指名が有力視されており、駒澤大学の合宿所に報道陣が殺到したが、銚子商業の篠塚利夫が1位指名された。報道陣が帰って行くのを見て中畑は別室で将棋をしていたが、3位指名されたと聞き慌てて戻った。「高卒の人間（篠塚）が先に指名された」とがっかりし、内定していた北海道拓殖銀行への就職に傾きかけたが、憧れていた長嶋茂雄（当時の巨人監督）の存在や父親の助言、ドラフト1位と同じ条件を提示されたことなどが後押しとなり、内定を辞退してプロ入りを決意した。「（プロから指名されなかった）平田と二宮も一緒なら入団する」と球団に申し入れ、巨人もこれを受け入れたため、2人はドラフト外で巨人に入団している。

### 現役時代
入団当時の巨人は、王貞治、張本勲、土井正三、高田繁らが現役で活躍しており、選手層が厚かったため、入団後3年間は一軍での出番に恵まれなかった。守備固め要員とはいえ2年目に一軍100試合出場を果たした二宮を横目に二軍中心の下積み生活が続く。
1978年に開催された日米野球第1戦のシンシナティ・レッズ対巨人戦で、高田に代わって途中出場しマリオ・ソトから2点本塁打を放った。レッズ監督のスパーキー・アンダーソンは、長嶋に「あの三塁手（中畑）はハッスルしてファイティング・スピリットに溢れているのがいい。バッティングは荒削りだけど、ぜひ使うべきだ」と進言した。
1979年より一軍に定着した。同年は三塁手の高田が怪我で離脱した際に先発で起用され、高田の復帰後もレギュラーを守った。規定打席には届かなかったが、打率.294を記録。新人王有資格者だったが、シーズン終盤に骨折したこともあり、新人王は逃した（中日の藤沢公也が受賞）。同年オフに「地獄の伊東キャンプ」に参加した。
1980年は初めて規定打席（23位、打率.268）に到達、22本塁打を放つ。同年秋には長嶋が監督を辞任し、王も現役引退した。入れ替わるように、大学野球のスター選手で中畑と同じ三塁手の原辰徳がドラフト1位で入団したが、新監督の藤田元司ら首脳陣は、原を二塁手にコンバートさせることで対応した。
1981年シーズンは、5月4日対阪神戦（後楽園）4回裏に一塁走者であった中畑が併殺崩しのスライディングを掛けたところ、二塁手岡田彰布と衝突して左肩鎖関節靭帯を損傷してしまい、3週間の戦線離脱を余儀なくされた。中畑の離脱中に原が三塁手にコンバートされ、二塁手には元々守備には定評のあった篠塚が入り、打率.357を記録した。王の後任の一塁手には、大洋から移籍の松原誠や山本功児が入ったが打撃不振が続き、5月27日対大洋戦で中畑が戦線復帰して一塁手に収まる。結果的に中畑の故障離脱で巨人内野陣が再編成される形になった。同年は規定打席に到達したシーズンでは自己最高の打率.322（リーグ7位）、16本塁打、66打点の好成績を挙げ、リーグ優勝の原動力となった。日本ハムとの日本シリーズでは、打線の中軸として24打数6安打2打点1本塁打を記録、1973年のV9以来の日本一奪回に貢献する。
1983年、打撃コーチの末次利光が、最終戦で3割前後の選手の打率を1打席ごとに電卓で計算し、3割に乗ったところで交代させたため、打率は3割ジャストであった。この点を指摘された中畑は「3割だけは契約更改の席での印象が変わるので勘弁してほしい。その代わり、もし自分がタイトル争いをしたら絶対休まない」と返答した（実際に中畑は駒澤大学時代に最終戦まで出場して首位打者を逃した経験があった。プロでは1987年に篠塚、正田耕三、落合博満らと一時首位打者争いをしたが、結局タイトルは獲得できなかった）。日本シリーズでは西武ライオンズに3勝4敗と敗れたもの、第3戦で森繁和からサヨナラ安打、第6戦で杉本正から一時は逆転となる適時三塁打を放ち3打点を記録し、優秀選手賞に選ばれた。
監督が藤田から王に交代した1984年は、オールスターゲームで第2戦、第3戦にまたがる2打席連続本塁打を放った。公式戦では、不振の原に代わりシーズン途中に4番を任され、自己最多の31本塁打を記録した。
1985年、王監督を「ワン公」と呼び批判した取材オフレコテープの存在が問題となる。中畑は電話で謝罪し、王から「何も聞かなかったことにする」と許されている。王政権下では長嶋第一次政権に若手だった選手が主力を担っており、そのことによる派閥争いが度々雑誌、新聞媒体で記事にされた。また11月5日には日本プロ野球選手会が労働組合としての認可を受けたことに伴い労組としての初代会長へ就任した。
1987年は途中怪我で戦線離脱するが、首位打者を狙える高打率を残していたため、復帰後規定打席に達するまでは打席数を稼ぐために1番打者として起用された。結果、最後の5試合にノーヒットで打率を下げ、首位打者は逃すがリーグ6位の打率.321を残す。一方本塁打は初めて一桁に終わり、打点も一軍定着後としてはワーストに終わる。しかし西武との日本シリーズでは第1戦で東尾修から2点本塁打を放ち気を吐く。1988年も打率.295（7位）と好調を維持した。
1989年、監督復帰した藤田により三塁手への再コンバート（原は左翼手へ）が試みられたが、シーズン序盤に甲子園での試合中、牽制球で一塁に帰塁した際に指を痛め、長期戦線を離脱した。その間に三塁手は一塁手から岡崎郁が、また一塁手も外野手から駒田徳広が定着したこともあり、定位置を失った中畑はベンチを温めており、シーズン終盤に引退を表明した。リーグ優勝を決めた大洋戦（横浜スタジアム）では、二塁打を放った際に球場に起こったウェーブについて、「自分が日本の球場で最初に起こしたもの」と発言している（実際には、この前日の試合で既にウェーブが起こっており、この試合でも8回表で中畑の2打者前の中尾孝義の打席でウェーブが起こっている）。チームのシーズン最終戦となった10月13日のヤクルト戦で途中出場し、宮本賢治から本塁打を打ったほか、現役最後の試合となった近鉄との日本シリーズ第7戦（藤井寺球場）では、吉井理人から本塁打（この後、もう1打席回ったが、最終打席は三塁フライに終わった）を放ち、有終の美を飾った。
現役時代サヨナラ本塁打を3本放っているが、すべて中日戦である（1982年4月22日 三沢淳から、1983年5月8日 牛島和彦から、1986年8月7日 杉本正から）。
自身が現役時代のベストゲームは巨人通算6000勝となった、1982年4月22日の中日戦（平和台）での三沢淳から打ったサヨナラ3点本塁打を挙げている。

### 現役引退後
引退後は日本テレビ・ラジオ日本野球解説者、スポーツニッポン野球評論家を経て、1992年10月31日に翌シーズンより巨人の監督に復帰した長嶋の下で一軍打撃コーチに就任することが発表された。
しかし、前年リーグ1位のチーム打率.262と好調だったが打撃陣が一転して1993年はチーム打率.238で12球団最下位に終わり、巨人史上初めてチーム得点も最下位、駒田とは何度も衝突し、横浜へのFA移籍にあたって中畑との確執がその原因としてマスコミから挙げられていた。
一方、大物ルーキーとして入団した松井秀喜を、東京ドームから松井の住むよみうりランド隣接の若手選手寮の道中に自宅が位置したこともあり、試合後自宅に立ち寄らせて夫人の手料理を食べさせ、連日のように自宅の打撃練習室で指導した。2020年7月20日号の週刊ベースボールのインタビューでは「若い時、特に結果が出ている時、自分のスタイルを貫き通したい。自分の打撃を崩してまで、違う打ち方にする選手なんて誰もいません。松井もそれと同じでした。自分に分かっていたので、余計なことは言いませんでした」と述べている。中畑は松井から信頼を得ており、後年中畑がDeNAの監督になった際、松井はDeNAの1日打撃コーチを務めた。
翌1994年は一塁ベースコーチとして、ムードメーカーの役割に徹し、また同年に達成された槙原寛己の完全試合の瞬間にも立ち会うことができた。同年は中畑と同学年の落合博満が移籍加入したが、中畑は落合について「しっかり4番の仕事をしました。それはそれまでの巨人の4番とは違いました。長嶋さんを男にするという落合の言葉もありますが、一方巨人軍からの考え、長嶋さんの考えもある。1994年当時の巨人はしっかりとした4番がいなかった。落合は4番として、1シーズン目で優勝して、日本一になった。当時の打撃コーチとして本当に感謝しています」と述べている。
同年にチームはリーグ優勝・日本一になったが、落合加入でチーム得点が増えたが4位に終わり、シーズン終了後体調不良のため退団。中畑は「吉村にDHのあるパリーグへ行ったらと言ったら嫌われてしまった。駒田とは移籍する要因を作ってしまった。いい形ではなく辞めてしまった。」と巨人コーチ時代を振り返っている。再び日本テレビ、ラジオ日本、スポーツニッポン野球解説者・評論家として活動。日本テレビでは、スポーツニュースのキャスターも務めた。

#### アテネオリンピックでの指揮
2004年、アテネオリンピック野球日本代表ヘッド兼打撃コーチを務めたが、監督の長嶋茂雄が病床に伏してからは監督代行としてチームの指揮を執った。大会では、国際オリンピック委員会の規定により長嶋の監督登録が認められなかったため、監督経験がなかった中畑を監督として登録したが、準決勝でオーストラリアに敗退し、銅メダル止まりに終わった。対戦するまでオーストラリアを「やりやすい相手」と見ていたが、オーストラリア代表捕手で元中日のデーブ・ニルソン（ディンゴ）に、日本での経験を生かして研究されつくしていたことを、敗戦後に知ったと後のインタビューで明かしている。さらに、中畑は五輪現地で対戦相手国の代表チームの試合の視察には行かず、観光に行ったり他の五輪競技の試合を観戦していたことが後に報じられている。

#### 国政選挙への挑戦
2010年5月9日には、たちあがれ日本が同年7月に執行の第22回参議院議員通常選挙の立候補者として擁立する方針であると報じられ、5月11日にたちあがれ日本の代表である平沼赳夫、共同代表の与謝野馨が同席する中、正式に出馬表明記者会見を行った。7月11日の投開票の結果、111,597票を獲得し同党内で2位になるも同党が比例区で1議席（片山虎之助）しか獲得できなかったため落選した。
翌年の8月末に離党したが、後に「結果的に受からなくてよかった」と発言している。その真意を問われ「（議員になっていれば）震災の後に自由に支援に故郷を訪れることができなかっただろうから」と述べている。

### DeNA監督時代
2011年12月9日、横浜ベイスターズから名称を改めた横浜DeNAベイスターズの初代監督に就任し、同日記者会見を行った。57歳（開幕時は58歳）にして自身初の監督就任となり、過去に一軍監督経験のない完全な「新人監督」としては1997年オフに前身である横浜ベイスターズの監督へ就任した権藤博（当時59歳）に次いで当時NPB史上2番目の年長記録であった。

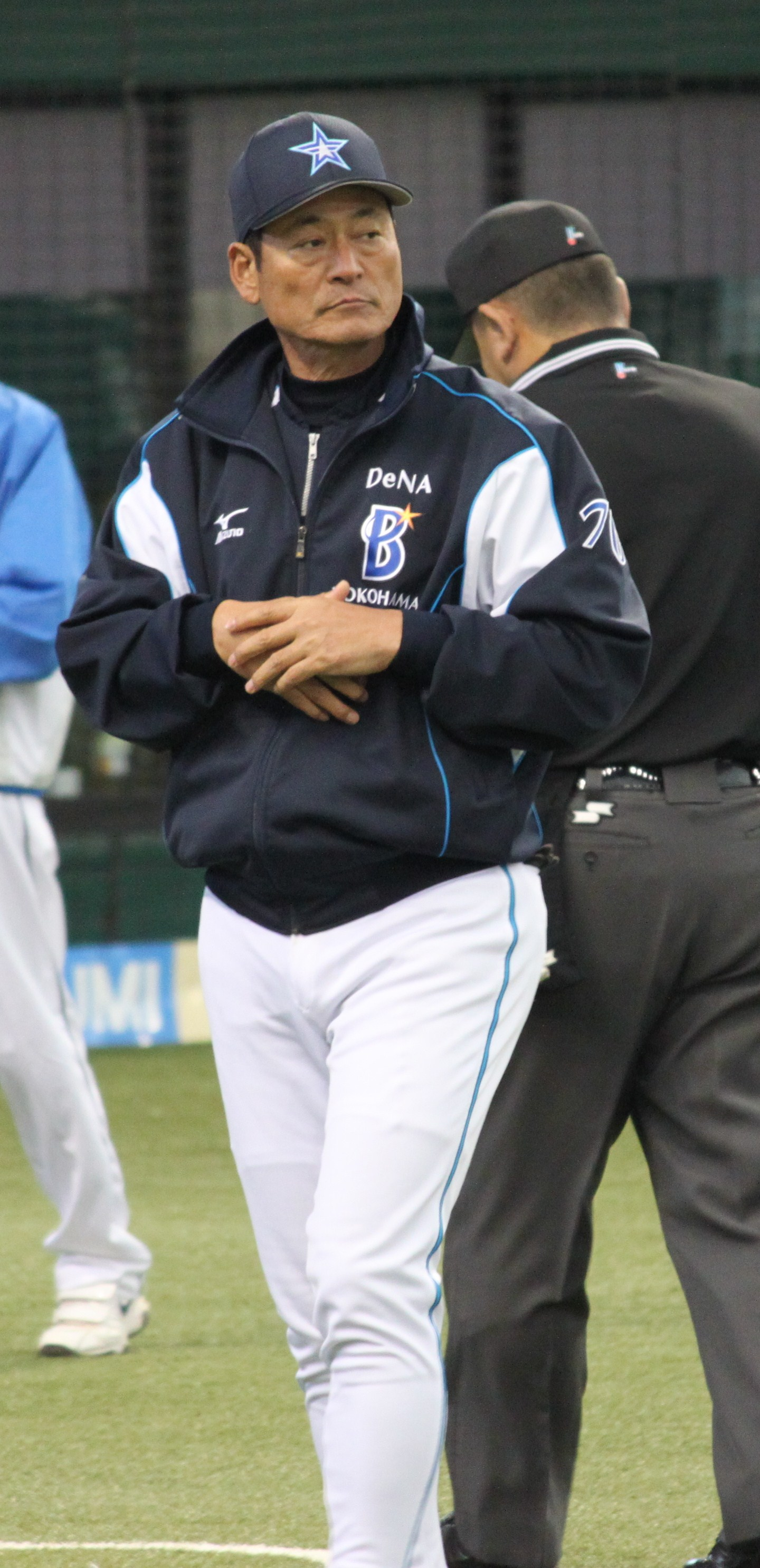
中畑清（2012年3月10日、西武ドームにて）

就任のきっかけを作ったのは12月5日にDeNAのゼネラルマネージャーに就任したばかりだった巨人時代の先輩・高田繁で、工藤公康との監督就任打診の交渉が難航していた頃、高田はふと中畑のことが頭に浮かび、自宅の柿の木になっていた甘柿を10個切るとママチャリのカゴに入れ、普段着のジーパン姿のまま自転車で中畑家を訪問。「工藤の条件が厳しくて、もしそれが破談になったら監督をやってみる気はあるか? でも、保険なんだけどな」と中畑に柿を渡しながら告げると、翌日には電話で「監督をお願いするから」と決定事項であることを知らされ、就任会見を開くことが決まった。中畑は後に「今考えれば、あの柿10個が契約金だった」と語っており、加えて「高田さんはママチャリで来たけど、監督就任の依頼ともなると近所だとしてもハイヤーで来るよね（笑）」と述べている。
就任会見の中での自身の発言を元にした「熱いぜ! 横浜DeNA」が正式にチームのシーズンスローガンとなったが、監督初年度の2012年は開幕から低迷が続き、この年優勝した巨人には4勝17敗3分けと大きく負け越した上に、巨人戦のビジターゲームでは1勝もできずに終わるなど前年度よりさらに勝率を下げ、最下位に終わった。12月5日には夫人を子宮頸癌で亡くした。
2013年は中日からエンジェルベルト・ソト、ホルヘ・ソーサ、トニ・ブランコの外国人3人を獲得するなど、大型補強を敢行してシーズンに臨んだ。ブランコはここ2年苦しんだ故障から脱却して本塁打を量産し、ソーサもセットアッパーとして奮闘。山口俊が不調になるとソーサを抑えに配置転換した。だがまたしても巨人戦で大きく負け越すなど低調な戦いが続き、9月24日の阪神戦に敗れチームのクライマックスシリーズ進出の可能性が消滅した。試合後に監督辞任を示唆するコメントを出したが、10月3日に翌年の続投が決定。最終的にはヤクルトが最下位となり、6年ぶりに最下位を脱出し5位でシーズンを終えた。またこの年は中日・阪神・ヤクルトの3球団に勝ち越している。
2014年は打線強化としてオリックスからアーロム・バルディリスを獲得するなど補強したが、チームは前年同様の低調な戦いが目立った上、ブランコやソーサの故障に加え13試合に出場時点で10打点と活躍していた中村紀洋を「チーム方針に従わない言動があった」として懲罰降格させるなど、主力選手の離脱が響いた。9月2日の阪神戦での退場処分後、これまでの審判員への度重なる暴力行為が問題視され労組審判支部から球団へ抗議文が送られたことで、山下大輔GM補佐から説明を受けた。結局2年連続の5位に終わったが、この年セ・リーグ3連覇を達成した巨人には2005年以来9年ぶりに勝ち越した。
2015年も監督を続投。球団史上同一監督が連続して4シーズン以上指揮を執るのは1968 - 1972年の別当薫以来43年ぶりとなり、1978年の横浜移転後では監督15人目（大矢明彦が2期務めたため16代目）にして初となった（球団名がベイスターズになってからでも初）。この年は序盤から好調で、交流戦を3勝14敗1分けと大きく負け越すも1998年以来17年ぶりに前半戦を首位で折り返した。しかし後半戦で大失速を起こし、3年ぶりにセ・リーグ最下位へ転落。前半戦を首位で折り返しながら最終順位で最下位となるのは前後期制時代のパ・リーグを除けば2リーグ分裂後プロ野球史上初の屈辱であった。
中畑はこの成績不振の責任を取り監督を辞任する意向を固め、10月2日に南場智子オーナーに対し正式に辞意を伝えた。中畑は首位ターンを決めた前半戦終了時に球団から翌年の続投要請を受け回答を保留しており、9月30日に球団社長の池田純とGMの高田を交えた会談のなかで翌年のコーチ人事（大久保博元の招聘）を巡って意見が折り合わず、「俺が辞めるしかない。自分だけが残るわけにはいかない」と辞任を決意したという。
監督在任中は4年連続Bクラス、通算負け越し80と成績としては振るわなかったものの、筒香嘉智や梶谷隆幸、山﨑康晃といった若手を積極的に起用しチームの主力選手へ育てるなど、いわゆる「暗黒時代」から抜け出すDeNAの礎を作った。

### DeNA監督退任後
2016年以降は、日本テレビ野球解説者・スポーツニッポン野球評論家・タレントに復帰しており、TBSテレビやテレビ東京の野球中継にもゲスト解説者として出演している。2023年5月17日にはtvkにもゲスト解説者として出演。2016年12月4日、巨人OB会副会長に就任した。2019年からラジオ日本野球解説者に復帰。同年12月7日、柴田勲の後任として巨人OB会会長に就任。世界少年野球推進財団で評議員も務める。

## 選手としての特徴
1979年、監督の長嶋茂雄から「調子はどうだ?」と尋ねられた中畑は「まあまあです」と返事をしたところ、それを聞いていた一軍守備走塁コーチの土井正三から「まあまあなんて言う奴を監督が起用するか? 絶好調と答えろ!」と叱られた。それ以来、中畑は何を聞かれても「絶好調!」と答えるようになり、「絶好調男」「ヤッターマン」「お祭り男」が中畑の代名詞となった。
一塁手として1982年から1988年まで7年連続でゴールデングラブ賞を受賞した。ただ、中畑を三塁手から一塁手へコンバートした藤田元司は「中畑はサード向き、原はファースト向きの性格でありながら、原をサードに、中畑をファーストにしたのは最大の失敗だった」と後年語っている。一方で当時一塁手にはバースや落合博満など強打者揃いだったためベストナイン (日本プロ野球)を受賞することはなかった。

## 監督として
DeNA監督就任当時、開幕前から「守れない選手は使わない」をチーム方針として、守備を重視したチーム作りを徹底して行うことを表明していた。また機動力を使うことも明言し、盗塁やエンドラン、スクイズなどを積極的に行っている。この機動力を使った野球は就任1年目の頃は「せこいぜ野球」と呼称されていた。就任2年目あたりから送りバントも多用するようになり、2014年にはリーグ最多犠打を記録している。またオーダーを固定することは少なく、好不調で選手や打順を入れ替えることが多かった。
投手陣は基本的に投手コーチにほぼ一任しているが、小刻みな継投を好みシーズンののべ登板数の日本記録を作った前任監督の尾花高夫とは異なり、先発投手はイニングを引っ張る傾向が強い。特に三浦大輔にはかなりの信頼を置いており、2012年はリーグ最多の6完投をさせている。
試合後の監督インタビューは、勝った試合はもちろん、敗れた試合でも全試合で行った。またチーム勝利時のヒーローインタビューは、チームメンバー全員がベンチで聞く方針を浸透させた。野球は集団スポーツであることから「全員の気持ちが一つにならないとそのチームは機能しない」というポリシーを持っており、成績が振るわない選手や見込みがない選手に対しては見限ったり、チームの和を乱す行為を嫌っているなどのシビアな側面も持っている。その方針は巨人一軍打撃コーチ時代から貫いており、打撃指導や采配における駒田との確執にも現れていたが、DeNA監督時代は特に顕著であった。
前述の通りDeNA監督時代は自身の元気さをマスコミの前でアピールする一方、選手の怠慢行動や采配批判とも取れる言動に対して厳しく対処した。特に監督2年目以降は顕著だった。
- 2013年4月9日の広島東洋カープ戦（横浜）で、3回表二死満塁の場面で大竹寛が放ったゴロを処理した遊撃手の石川雄洋は、封殺を狙って二塁へ送球した。しかし、二塁手の梶谷隆幸はベースカバーに入らず一塁方向へ走っていたため、石川は慌てて一塁への送球に切り替えたが、内野安打になったばかりか、2人の走者の本塁生還を許した。このプレーが原因で梶谷を二軍へ降格させた[42][43]。
- 2013年序盤、主将の石川は打撃不振もあったが、円陣の輪に入らなかったり、首脳陣との話し合いでの態度の悪さが目立ったことで二軍に降格させた[44]。
- 2014年、宮崎遠征のため羽田空港から出発する際、抑え投手を務めていたホルヘ・ソーサが足を引きずりながら現れたことで激怒し、ソーサの帯同を認めず一軍登録を抹消した[45]。
- 中村紀洋を2度、懲罰降格させた。1度目は2012年8月15日の阪神タイガース戦で、中村の打席で内村賢介が盗塁したが、中村はこの盗塁について内村に叱責したことが、内村の盗塁をグリーンライトとしている首脳陣批判とみなし、中村の登録を抹消した[46]。2度目は2014年5月6日の巨人戦で、中村がコーチに「場面によっては走者を動かさず打席に集中させてほしい」と相談したことを采配批判とみなし、登録を抹消した[30][31]。中畑は中村を登録抹消する際「チーム方針に従わない言動があった」と表現し、抹消以降中村を一軍に昇格させず、中村は戦力外通告を受けた。球界での貢献度が高い中村に対し、DeNA球団は引退試合・引退セレモニーを提案したが、現役続行を希望したためこれを固辞した。
- 筒香嘉智、山﨑康晃など、育てると決めた選手は結果が出ずとも使い続けた[47]。岡田彰布は「戦える、勝てるチームの土台を作ったのは高く評価するべきだろう」、江本孟紀は「筒香と心中すると言って育てたのは評価する。弱点の投手陣に目を向けても井納と心中するとでも言っておけば良かったのに」と述べている[48]。

本人は後日この監督時代を振り返って「監督がそんなこと思っちゃいけないんだけど」と前置きしながら、それまでベイスターズの暗黒時代が続いていたこともあって「優勝を想像もしてなかったし、それくらい割り切って戦っていたところはあった」と話していたことがある。
中畑が監督を辞任した翌年2016年は、後任監督のアレックス・ラミレスによって、球団10年ぶりのAクラスとなる3位に入り、クライマックスシリーズに初進出し、2017年は日本シリーズまで進出した。2024年にはラミレスから監督を受け継いだ三浦によって、7年ぶりに日本シリーズに進出。福岡ソフトバンクホークスを破り、中畑・ラミレスの時には達成できなかった1998年以来26年ぶりの日本一の座を手にした。

## 人物
中畑家は陸奥石川氏の一族で、前九年の役に石川有光の子の九郎光幹が中畑と称したことからはじまる（『白河古事考』）。戦国時代にはその系統の国神城主の中畑晴辰（はるとき）が抵抗したために、豊臣秀吉から改易されて、浪人・土農の落ち武者狩りで討たれた（広瀬蒙斎『白河風土記』）。中畑はその晴辰の子孫である。
祖父の代に、横浜戸塚で土木業を営み成功したものの、瓦工場に商売替えした後で失敗し、清の父を含む一家とともに帰郷した。中畑は貧しい少年時代を過ごしており、後に「米に牛乳のせる生活体験したらどんなつらい生活でも耐えられるよ」と述懐している。その後、郷里福島での牧畜業で成功した結果、父にグローブを買ってもらったのがきっかけで、野球に本格的に取り組むことになった。
1953年（昭和28年）度生まれのプロ野球選手（梨田昌孝、落合博満、真弓明信、吹石徳一など）による親睦会「プロ野球28会」（にっぱちかい）の会長を務めている。また野球・ソフトボールの普及を願い、1983年から故郷・福島で「中畑清旗争奪ソフトボール大会」を毎年開催、2001年から茨城県境町にて女子大会の「中畑清杯争奪中学校女子ソフトボール大会」の名誉会長として後援しているほか、師である長嶋茂雄の名が冠された「長嶋茂雄少年野球教室」の講師としてジュニア世代の指導にあたっている。
麻雀、ゴルフ、カラオケの愛好家で、カラオケ十八番は吉幾三の「酒よ」である。ゴルフでは20年以上に渡り毎年「きよしのドリームチャリティーゴルフ大会」というチャリティーコンペの主催者となり開催しており、プロゴルファーの飯合肇は駒澤大野球部の同窓である。
現役時代の1970年代から40年以上東京・調布市内に居を構えており、地域に対する用具・施設・図書の寄付など貢献し、2012年春に市から「調布市宣伝本部長」に任命されている。夫人を癌で亡くしてからは、100坪の邸宅での一人暮らしとなっている。
真木ことみと親交があり、中畑は真木の応援団長を自認している。
千葉マリンスタジアムでの駒澤大学野球部戦にて、同じく駒澤大学野球部出身で元千葉商科大学付属高校野球部監督である染谷希一と共に観戦している姿がしばし確認されている。
1983年に怪我をしたことで代わりに当時はプロ入りして日が浅いが後に満塁男の異名をとり名球会入りも果たした駒田徳広がスタメンとして入った切っ掛けの人物としても知られる。

## 詳細情報

### 年度別打撃成績
| 年 度      | 球 団      | 試 合 | 打 席 | 打 数 | 得 点 | 安 打 | 二 塁 打 | 三 塁 打 | 本 塁 打 | 塁 打 | 打 点 | 盗 塁 | 盗 塁 死 | 犠 打 | 犠 飛 | 四 球 | 敬 遠 | 死 球 | 三 振 | 併 殺 打 | 打 率 | 出 塁 率 | 長 打 率 | O P S |
| ---------- | ---------- | ----- | ----- | ----- | ----- | ----- | -------- | -------- | -------- | ----- | ----- | ----- | -------- | ----- | ----- | ----- | ----- | ----- | ----- | -------- | ----- | -------- | -------- | ----- |
| 1977       | 巨人       | 7     | 5     | 5     | 0     | 2     | 0        | 0        | 0        | 2     | 0     | 0     | 0        | 0     | 0     | 0     | 0     | 0     | 1     | 1        | .400  | .400     | .400     | .800  |
| 1978       | 巨人       | 5     | 3     | 3     | 0     | 1     | 0        | 0        | 0        | 1     | 1     | 0     | 0        | 0     | 0     | 0     | 0     | 0     | 1     | 0        | .333  | .333     | .333     | .667  |
| 1979       | 巨人       | 100   | 352   | 333   | 42    | 98    | 18       | 3        | 12       | 158   | 45    | 4     | 4        | 6     | 3     | 7     | 0     | 3     | 46    | 8        | .294  | .312     | .474     | .787  |
| 1980       | 巨人       | 124   | 503   | 459   | 61    | 123   | 15       | 2        | 22       | 208   | 57    | 10    | 8        | 7     | 4     | 28    | 1     | 5     | 53    | 11       | .268  | .315     | .453     | .768  |
| 1981       | 巨人       | 109   | 440   | 416   | 55    | 134   | 17       | 7        | 16       | 213   | 66    | 10    | 2        | 0     | 3     | 19    | 3     | 2     | 37    | 7        | .322  | .352     | .512     | .864  |
| 1982       | 巨人       | 124   | 510   | 468   | 56    | 125   | 24       | 5        | 25       | 234   | 78    | 4     | 3        | 0     | 3     | 37    | 2     | 2     | 71    | 10       | .267  | .322     | .500     | .822  |
| 1983       | 巨人       | 114   | 446   | 416   | 53    | 125   | 20       | 2        | 15       | 194   | 68    | 13    | 1        | 2     | 5     | 22    | 3     | 1     | 39    | 5        | .300  | .333     | .466     | .800  |
| 1984       | 巨人       | 130   | 550   | 493   | 78    | 145   | 30       | 1        | 31       | 270   | 83    | 4     | 1        | 0     | 2     | 51    | 2     | 4     | 64    | 12       | .294  | .364     | .548     | .911  |
| 1985       | 巨人       | 125   | 526   | 490   | 71    | 144   | 32       | 2        | 18       | 234   | 62    | 7     | 3        | 2     | 3     | 30    | 1     | 1     | 39    | 11       | .294  | .334     | .478     | .812  |
| 1986       | 巨人       | 127   | 484   | 447   | 57    | 122   | 29       | 2        | 14       | 197   | 69    | 7     | 5        | 2     | 6     | 27    | 3     | 2     | 67    | 10       | .273  | .313     | .441     | .754  |
| 1987       | 巨人       | 110   | 413   | 371   | 37    | 119   | 23       | 1        | 6        | 162   | 40    | 6     | 3        | 7     | 5     | 29    | 1     | 1     | 46    | 13       | .321  | .367     | .437     | .804  |
| 1988       | 巨人       | 124   | 478   | 444   | 46    | 131   | 36       | 2        | 10       | 201   | 46    | 5     | 4        | 4     | 1     | 28    | 5     | 1     | 35    | 18       | .295  | .338     | .453     | .790  |
| 1989       | 巨人       | 49    | 128   | 113   | 8     | 25    | 6        | 0        | 2        | 37    | 6     | 0     | 2        | 2     | 0     | 12    | 3     | 1     | 24    | 2        | .221  | .302     | .327     | .629  |
| 通算：13年 | 通算：13年 | 1248  | 4838  | 4458  | 564   | 1294  | 250      | 27       | 171      | 2111  | 621   | 70    | 36       | 32    | 35    | 290   | 24    | 23    | 523   | 108      | .290  | .334     | .474     | .808  |

- 各年度の太字はリーグ最高

### 年度別監督成績
| 年 度     | 球 団     | 順 位     | 試 合 | 勝 利 | 敗 戦 | 引 分 | 勝 率 | ゲ ｜ ム 差 | 本 塁 打   | 打 率      | 防 御 率   | 年 齡      |
| --------- | --------- | --------- | ----- | ----- | ----- | ----- | ----- | ----------- | ---------- | ---------- | ---------- | ---------- |
| 2012      | DeNA      | 6位       | 144   | 46    | 85    | 13    | .351  | 41.0        | 66         | .233       | 3.76       | 58歳       |
| 2013      | DeNA      | 5位       | 144   | 64    | 79    | 1     | .448  | 23.0        | 132        | .262       | 4.50       | 59歳       |
| 2014      | DeNA      | 5位       | 144   | 67    | 75    | 2     | .472  | 14.5        | 121        | .253       | 3.76       | 60歳       |
| 2015      | DeNA      | 6位       | 143   | 62    | 80    | 1     | .437  | 14.5        | 109        | .249       | 3.78       | 61歳       |
| 通算：4年 | 通算：4年 | 通算：4年 | 575   | 239   | 319   | 17    | .428  | Bクラス4回  | Bクラス4回 | Bクラス4回 | Bクラス4回 | Bクラス4回 |

### 表彰
野球
- ゴールデングラブ賞：7回（一塁手部門：1982年 - 1988年） ※一塁手部門を7年連続は王貞治に次ぐ歴代2位タイ（他に駒田徳広）
- 日本シリーズ優秀選手賞：1回（1983年）

自治体
- ハッピーハンド（埼玉県幸手市：1989年） - 手形を寄贈[65]。
- 名誉町民（福島県西白河郡矢吹町：2015年） - 出身地である同町初の名誉町民。2003年には町民栄誉章を受章している[66][67]。

ファッション
- 日本メガネベストドレッサー賞（スポーツ界部門）（1991年）

### 記録
初記録
- 初出場：1977年7月17日、対広島東洋カープ17回戦（後楽園球場）、7回裏に原田治明の代走として出場
- 初安打：1977年7月31日、対阪神タイガース20回戦（阪神甲子園球場）、6回表に高橋良昌の代打として出場、山本和行から
- 初打点：1978年7月13日、対中日ドラゴンズ16回戦（ナゴヤ球場）、5回表に西本聖の代打として出場、松本幸行から同点適時打
- 初先発出場：1979年4月11日、対阪神タイガース2回戦（阪神甲子園球場）、「7番・三塁手」として先発出場
- 初本塁打：1979年5月1日、対阪神タイガース4回戦（後楽園球場）、2回裏に益山性旭からソロ

節目の記録
- 100本塁打：1984年6月16日、対横浜大洋ホエールズ13回戦（横浜スタジアム）、1回表に平松政次から左越先制3ラン ※史上129人目
- 150本塁打：1986年8月5日、対中日ドラゴンズ19回戦（後楽園球場）、2回裏に小松辰雄から左越ソロ ※史上81人目
- 1000安打：1986年9月2日、対広島東洋カープ22回戦（広島市民球場）、7回表に小林誠二から左前安打 ※史上146人目
- 1000試合出場：1987年5月26日、対横浜大洋ホエールズ7回戦（後楽園球場）、「5番・三塁手」として先発出場 ※史上270人目

その他の記録
- オールスターゲーム出場：6回（1981年、1982年、1983年、1984年、1985年、1988年）

### 背番号
- 24（1976年 - 1989年）
- 72（1993年 - 1994年）
  - 33（2004年アテネ五輪）
- 70（2012年 - 2015年）

## 関連情報

### 著書
- 『熱球悲願"絶好調男"の道』（1982年12月、恒文社）ISBN 4770404883
- 『これからも絶好調で』（1990年6月、ベースボール・マガジン社）ISBN 4583028210
- 『野球のごっちゃ煮』（2005年10月、刷仙書房）…国立国会図書館の所蔵情報 ※青空うれしとの共著（中畑は監修としてクレジット）。
- 『諦めるな!』（角川oneテーマ21、2014年3月、ISBN 4041107431）

### 関連書籍
- 『めざせ!巨人の星：中畑清物語』（川瀬洋樹著、二見書房（ヒーロー・ブックス）、1980年4月）
- 『絶好調夫婦』（中畑仁美著、日本テレビ放送網、1990年4月、ISBN 4820390058） ※妻の著書
- 『がんばれキヨシ監督!!：メゲない中畑清横浜DeNA監督の闘い』（柏英樹著、2012年9月、ISBN 9784750004150）

### テレビ・ラジオ出演
- クイズ世界はSHOW by ショーバイ!!（日本テレビ）- 準レギュラー解答者
- スポーツジョッキー 中畑クンと徳光クン→中畑&徳光のスポーツ熱中宣言（1990年4月 - 1991年3月。日本テレビ）- 司会
- スポーツMAX（日本テレビ）- 司会（キャスター）
- スポんちゅ（日本テレビ）- 司会（キャスター）
- DRAMATIC BASEBALL（日本テレビ）- 解説
- ニッポン放送ショウアップナイター（ニッポン放送） - 解説
- ラジオ日本ジャイアンツナイター（ラジオ日本） - 解説（ゲスト解説[68]）
- 中畑清の世の中なんでもクエスチョン?（2006年。ラジオ日本）
- キスの温度〜いちばん近い他人〜（『パナソニックスペシャル』。1990年5月9日。日本テレビ）- 主人公の上司
- メジャーリーグ（『金曜ロードショー』。日本テレビ） - ヤンキースの打者 ヘイウッド〈ピート・ブコビッチ〉の声
- 西村京太郎サスペンス 十津川警部シリーズ7 豪華特急トワイライト殺人事件（1995年1月2日。TBSテレビ） - 本人役
- 所さんの目がテン!（2003年6月8日。日本テレビ）- ゲストVTR出演

#### 横浜DeNA監督退任後の出演番組
- 吉田照美 飛べ!サルバドール（2015年10月19日、文化放送） - トークコーナー「サルのアトリエ」ゲスト
- 土曜ワイドラジオTOKYO ナイツのちゃきちゃき大放送（2015年10月24日、TBSラジオ） - トークコーナー「TOKYOよもやま話」ゲスト
- Neo sports（2015年10月25日、テレビ東京） - ゲストコメンテーター
- ウィークリースポーツトーク マイチャレンジ（2015年10月31日、ニッポン放送[注 11]） - 週替わりパーソナリティ
- ラジオ・チャリティー・ミュージックソン（2015年12月24日、ラジオ福島） - ゲスト
- 中居正広の金曜日のスマイルたちへ（2016年2月19日、TBSテレビ）
- 火曜ナイト「キヨシの昭和歌酒場」（2016年3月22日、BS朝日）
- 開幕直前!3時間生放送スペシャルVeryカープ!RCC（2016年3月23日、RCCテレビ） - VTR出演
- 追跡LIVE!Sports ウォッチャー（2016年4月2日 - 2022年4月3日、テレビ東京） - コメンテーター[69]
- 垣花正 あなたとハッピー!（2016年4月21日、ニッポン放送） - ゲスト
- VS嵐（2016年6月9日。フジテレビ）- ゲスト出演
- 次の瞬間、熱くなれ。THE BASEBALL（日本テレビ） - 中継解説者として不定期出演
- 中畑清 熱血!スポーツ応援団（BS11）キャスター
- 燃える男 中畑清の1・2・3絶好調（2016年8月6日 - 、千葉テレビ） - MC
- それってパクリじゃないですか? 第1話（2023年4月12日、日本テレビ） - ソフトボール部監督 役[70]
- バナナマンのせっかくグルメ!!（TBSテレビ） ※野呂佳代とともに出演
  - 2024年9月29日 - 静岡県静岡市[71]
  - 2025年3月2日 - 宮崎県宮崎市[72]
- まどか26歳、研修医やってます! 第6話（2025年2月18日、TBS） - 本人 役[73]

### ディスコグラフィ
- 十和田丸（1984年、バップ、VAP 10170-07）　作詞作曲は吉幾三。 b/w「酒、夜、時々…雨」
- 港（1988年2月11日、バップ、VAP 10290-07）　b/w「十和田丸」
- ときめいて乾杯（1995年、ポニーキャニオン）　真木ことみとのデュエット。真木ことみのアルバム『演歌三昧』に初収録。

### CM
- ヤノメガネ
- 大塚製薬 「オロナミンC」（1980年 - 1989年）
- 福島県経済連（現・JA全農福島）「真珠米」（1983年）
- 伊藤ハム 「チーズイン・ウインナー」「パルキー」（1984年 - 1990年）吉村禎章と共演
- オートバックスセブン（1985年）篠塚和典と共演
- サッポロビール『サッポロドラフト』（1989年）ラルフ・ブライアント、宇野勝と共演
- スポーツニッポン（1990年）
- 千代田生命保険（1992年）
- 東鳩「キャラメルコーン」（1993年）
- 田辺製薬（現・田辺三菱製薬）「アスパラドリンク」（1995年 - 1997年）
- 日本通運「ペリカン便」（1997年）
- ナムコ「PlayStation用ゲームソフト 『ワールドスタジアム3』」（1999年）
- ライオン「直政毛髪力」（2000年）
- 東京電力（2000年）川合俊一と共演
- 紳士服の山下（2002年）
- セガ「PlayStation 2用ゲームソフト 『プロ野球チームをつくろう!3』」（2005年）
- チーム・マイナス6%運営事務局「チーム・マイナス6%」（2005年）
- 城南建設「住宅情報館」（2006年 - 2009年）
- フンドーキン醤油「料亭の味うまくち」（2010年 - 2012年）
- スワローチェーン（2010年 - 2015年）
- DeNA「Mobage 『大熱狂!!プロ野球カード』」（2012年）[74]
- 財宝（2013年）
- アサヒ飲料「アミールWATER500」（2016年）
- マイケア「イタドリ」（2016年 - 2017年）
- TikTok（2019年）
- 東京都「STAY HOME週間」（2020年）
- ドリームON「ルミナス・ネオ」（2023年 - ）

### ゲームソフト
- プロ野球JAPAN2001（2001年11月。コナミ。PlayStation 2用ソフト） - 解説者として声の出演
- THE BASEBALL 2002 バトルボールパーク宣言（2002年3月。上記のマイナーチェンジ版） - 同上

### 登場作品
- ミラクルジャイアンツ童夢くん（漫画・アニメ、石ノ森章太郎原作） - 声・小形満